# ميخائيل جوتسيريف
ميخائيل سفاربيكوفيتش جوتسيريف (من مواليد 9 مارس 1958) هو رجل أعمال وملياردير روسي من أصل إنغوشي. حصل جوتسيريف على ثروته بعد تفكك الاتحاد السوفيتي. وهو المالك السابق لشركة روسنفت، إحدى أكبر شركات النفط في روسيا.
أصبح جوتسيريف منذ عام 2002 حاضرًا بشكل دائم في تصنيف مجلة فوربس السنوي لأغنى 200 روسي، إذ احتل المركز 34 بثروة تقدر 3.5 مليار دولار (اعتبارًا من عام 2023). فر من روسيا عام 2007 بعد اتهامه بالتهرب الضريبي. وفي عام 2010، عاد إلى روسيا بعد إسقاط التهم عنه.

## روابط خارجية
- إن كيه روسنفت
- مقال بقلم جوتسيريف يشرح أسباب ترك شركة روسنفت